# 食用腦

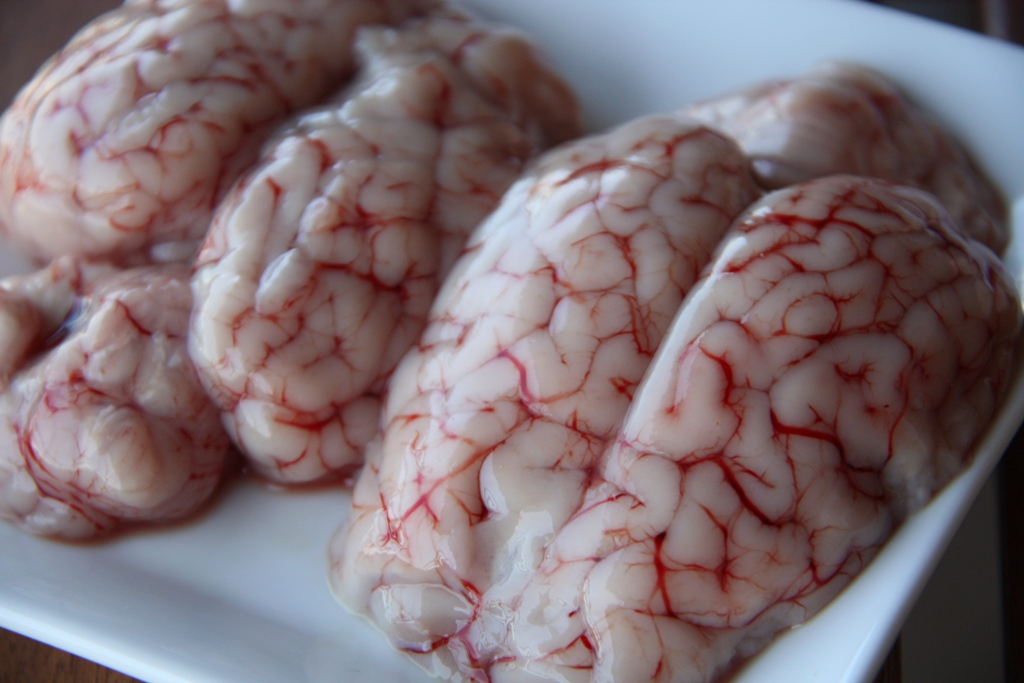
賣來當食材的羊腦。

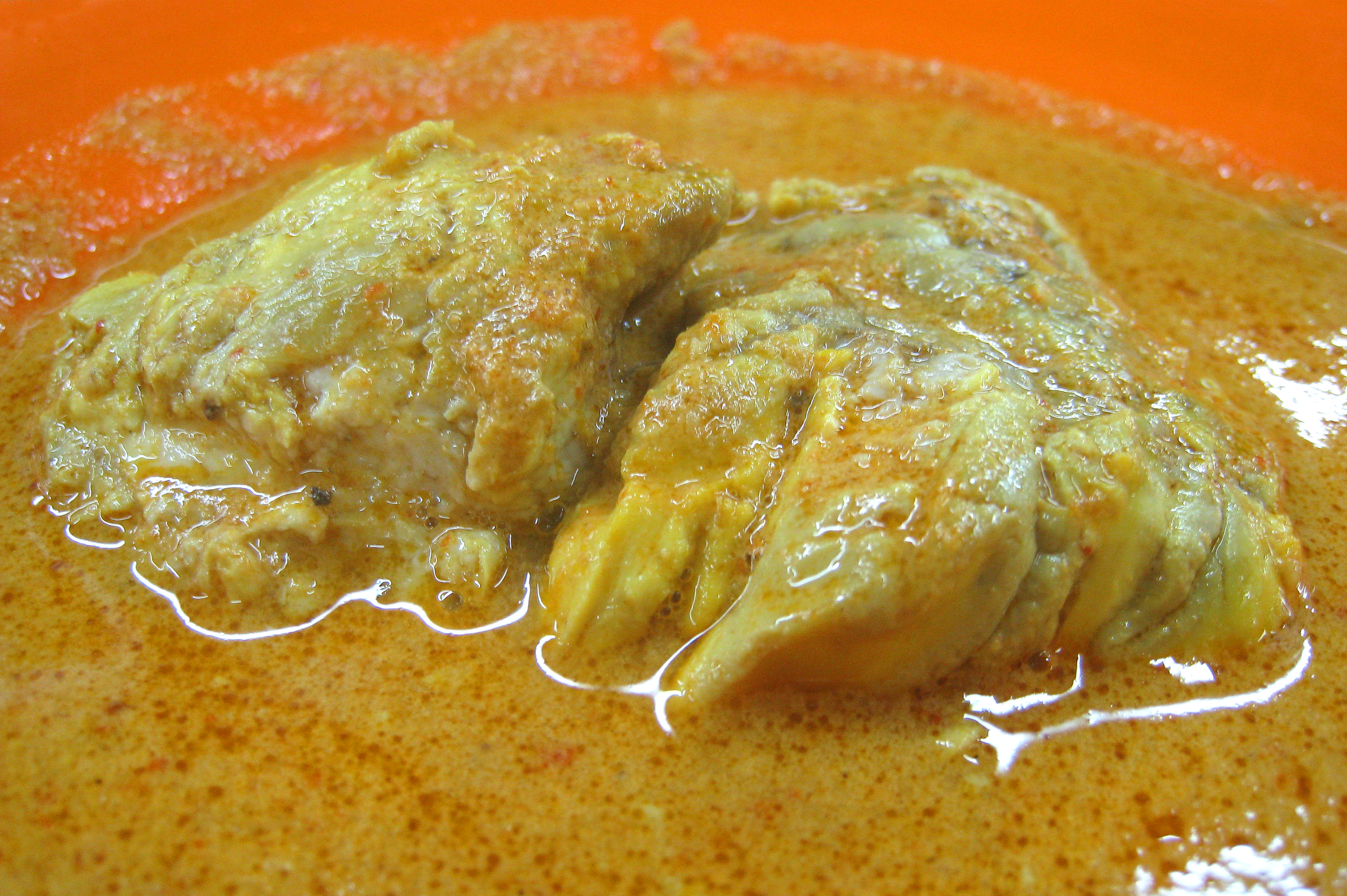
印尼的咖哩牛腦。

就像其他的內臟（所謂的下水）一般，動物的腦子也可拿來吃。腦子被用作食物的動物包括了豬、松鼠、兔子、馬、牛、猴子、雞、駱駝、魚、綿羊以及山羊等等。在很多文化中，腦子被視為是美味佳餚。

## 不同文化的腦子料理
在法國料理中，動物的腦子出現在小牛腦（cervelle de veau）或法式牛腦（tête de veau）等菜餚中；在巴基斯坦、孟加拉、印度部分地區及相關海外社群中，一道名叫馬嘉滋（又稱「貝雜」Bheja）、以動物腦子調理的料理廣受歡迎。在土耳其料理中，腦子可以油炸、烘培或當沙拉生吃等方式料理；在中華料理中，腦子在四川和重慶等地是一道美食，且常常用麻辣火鍋或火烤的方式料理。在中國南方，豬腦被用來製作天麻豬腦湯；另外在印度南部，山羊腦咖哩或炸山羊腦是被認為是一道美食，在孟買一帶，世居當地的東印度人社群也有自己的山羊腦咖哩。（brain masala curry）
世界上類似的料理還包括了墨西哥料理中一種名叫「tacos de sesos」的夾餅。
喀麥隆的安陽部落，在傳統上他們新就任的酋長會吃大猩猩的腦子；而部落的另一名資深成員則會吃心臟。
在印尼料理，尤其米南佳保人料理中，有一道名叫「gulai banak」（意即「牛腦咖哩」）的菜，是用牛腦佐以椰子汁製成的。
在菲律賓，在宿霧市一帶，有一道名叫吐司羅布瓦的菜，是以油炸豬腦製成的。
古巴料理中，「炸腦餅」這道菜是以裹粉的腦子加上麵包屑並加以油炸後製成的。
在美國俄亥俄河河谷地區，油炸腦三明治是一道受歡迎的料理，尤其在印第安納州埃文斯維爾一帶更是如此。

## 營養價值
研究指出，DHA這種重要的ω-3必需脂肪酸在哺乳動物的腦中有高含量。像例如說根據營養資料（Nutrition Data）的說法，85克經過烹煮的牛腦就包含了72微克的DHA。作為對照，美國國家衛生院（NIH）指出幼童每天需要至少150微克的DHA，而孕婦以及哺乳中的婦女每天需要至少300微克的DHA。
腦子的成分大約有12%是脂肪，絕大多數都位於髓磷脂（髓磷脂本身有70-80%的成分是脂肪）中。而特定脂肪酸的比例，則取決於作為大腦來源的動物的飲食而定。此外，腦子有非常高含量的膽固醇，像例如一份140公克佐以牛奶汁的豬腦可含有高達3500微克的膽固醇，這數值高達參考膳食攝入量的1170%。

## 朊毒體
研究認為，吃牛腦的習慣和人類狂牛症疫情爆發有關，而這場疫情，導致了許多國家訂出嚴格的規範，規定哪些部位可以給人吃、那些不行。另一種由朊毒體引起的疾病稱作庫魯病，而一般認為庫魯病與巴布亞新幾內亞法雷人吃死去近親的腦子以創造出不死感的喪禮習俗有關。

## 外部連結
- 维基共享资源上的相關多媒體資源：食用腦